# Волонтёры (фильм)
«Волонтёры» (англ. Volunteers) — американская кинокомедия 1985 года, снятая режиссёром Николасом Мейером. Главные роли в фильме исполняют Том Хэнкс, Джон Кэнди, Рита Уилсон и Тим Томерсон.

## Сюжет
В этой комедии Том Хэнкс в роли Лоренса, избалованного сынка богатого папочки, залезшего в большие долги. Папа неожиданно отказался вытаскивать Лоуренса из беды, и теперь молодому повесе ничего не остается, кроме побега. Лоуренс уговаривает своего друга уступить ему своё место в самолёте Корпуса Мира и отправляется волонтёром в Таиланд, подальше от разъярённых кредиторов. По дороге он знакомится с не в меру разговорчивым толстяком, выпускником Вашингтонского университета Томом Таттлом из Такомы, и Бет Уэкслер, воодушевлённой идеями добровольчества и их миссией. Троице предстоит построить мост для жителей одной из деревень, в этом им помогает Ат Тун — смышлёный деревенский паренёк, единственный из местных жителей говорящий по-английски. Но всё оказывается не таким простым, как казалось: ещё не построенный мост становится объектом пристального внимания местных наркоторговцев и «красных» партизан, а с ним и герои фильма.

## В ролях
- Том Хэнкс — Лоренс Борн III
- Джон Кэнди — Том Таттл
- Рита Уилсон — Бет Уэкслер
- Тим Томерсон — Джон Рейнольдс
- Гедде Ватанабэ — Ат Тут
- Джордж Плимптон — Лоренс Борн-младший
- Эрнест Харада — Чанг Ми
- Аллан Арбус — Альберт Барденаро
- Ксандер Беркли — Кент Сатклифф

## Производство
Фильм пародирует другую картину, «Мост через реку Квай» (1957) — знаменитый героический эпос. В «Волонтёрах» звучит «Марш полковника Буги» из этого фильма, на его мелодию герои исполняют студенческую «Боевую песнь Вашингтонского университета».